# Joseph Adetunji Adefarasin

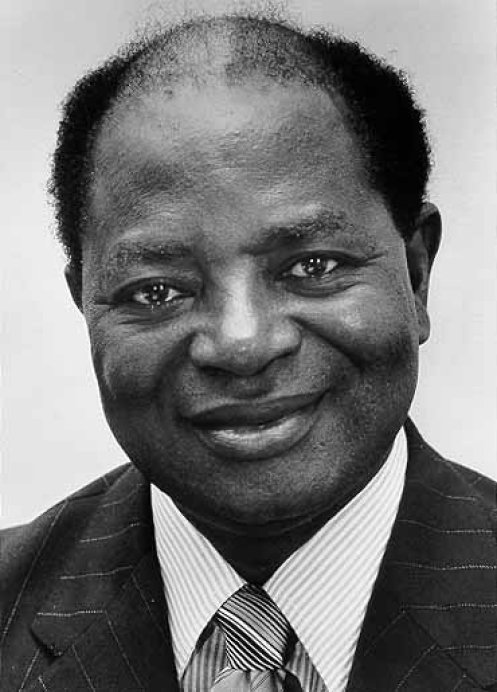
Joseph Adetunji Adefarasin

Joseph Adetunji Adefarasin (* 24. April 1921 in Ijebu-Ode; † 28. März 1989) war ein nigerianischer Jurist.

## Werdegang
Adefarasin, geboren am 24. April 1921, besuchte die St. Peter's Primary School in Lagos sowie von 1932 bis 1939 das Igbobi College in Yaba, einem Vorort von Lagos. Von 1946 bis 1949 absolvierte ein Studium der Rechtswissenschaften am King’s College in London und wurde im Januar 1950 als Anwalt zugelassen. Nach Anstellungen als Beamter in verschiedenen Regierungsinstitutionen und juristischen Behörden in Nigeria war er ab April 1964 als Richter tätig. Vom Anfang November 1974 bis Ende April 1985 fungierte er als Vorsitzender Richter am Obersten Gericht des nigerianischen Bundesstaates Lagos, nachdem er dieses Amt bereits seit 1970 in Vertretung ausgeübt hatte. 
Darüber hinaus wirkte er von 1974 bis zu seinem Tod als Präsident der nationalen Rotkreuzgesellschaft seines Heimatlandes. Von 1977 bis 1981 war er der erste und bisher einzige afrikanische Präsident der Liga der Rotkreuz-Gesellschaften, die seit 1983 Internationale Föderation der Rotkreuz- und Rothalbmond-Gesellschaften heißt, und folgte in diesem Amt dem Mexikaner José Barroso Chávez. Sein Nachfolger wurde Enrique de la Mata Gorostizaga aus Spanien.
Auf der Generalversammlung der Föderation im November 1987 erhielt er für sein Wirken die Henry-Dunant-Medaille, die höchste Auszeichnung der Internationalen Rotkreuz- und Rothalbmond-Bewegung.
Er war ab 1951 verheiratet und Vater von fünf Kindern.